# El Avellanal
El Avellanal är en ort i Mexiko.   Den ligger i kommunen Ocosingo och delstaten Chiapas, i den sydöstra delen av landet, 900 km öster om huvudstaden Mexico City. El Avellanal ligger 521 meter över havet och antalet invånare är 267.
Terrängen runt El Avellanal är varierad. El Avellanal ligger nere i en dal. Runt El Avellanal är det glesbefolkat, med 16 invånare per kvadratkilometer. Närmaste större samhälle är Las Tazas, 5,2 km nordväst om El Avellanal. I omgivningarna runt El Avellanal växer i huvudsak städsegrön lövskog.